# Liohippelates currani
Liohippelates currani är en tvåvingeart som först beskrevs av Aldrich 1931.  Liohippelates currani ingår i släktet Liohippelates och familjen fritflugor. Inga underarter finns listade i Catalogue of Life.